# خطة المطرقة
المطرقة (بالتركية: Balyoz)‏ خطة انقلاب عسكري مزعومة لجماعات علمانية في الجيش التركي قيل أن التخطيط له بدأ في 2003 م. أول ما ظهرت التقارير عن خطة الانقلاب في جريدة طرف ذات التوجه الليبرالي التي قالت أنها اكتشفت وثائق فيها تفاصيل خطة لتفجير مسجدين في إسطنبول واتهام اليونان بإسقاط طائرة تركية فوق بحر إيجة بهدف خلق البلبلة وتبرير الانقلاب العسكري. قال العسكريون أن هذه الخطة نوقشت لكنها كانت أحد السيناريوهات التدريبية للجيش ضمن عرض عسكري.

## الاعتقالات
خلال السنتين 2010 و2011 تم اعتقال أكثر من 350 شخصاً بتهمة التآمر على الدولة، أغلب هؤلاء من كبار العسكريين العاملين والمتقاعدين.

## المحاكمة
جرت المحاكمة على جلسات عديدة في سجن سيليفري ابتداء من 16 ديسمبر 2010. وتم تعيين القاضي قبل ذلك بيومين فقط بعد إبعاد القاضي السابق بسبب تحقيقات انضباطية بحقه.، بحضور 187 متهماً لم يكن أي منهم محتجزاً على ذمة التحقيق. جرت الجلسة الأخيرة من المحاكمة في 20 سبتمبر، 2012، وكان النطق بالحكم في 21 سبتمبر، وحكم على ثلاثة جنرالات بالسجن المؤبد مع تخفيضه إلى 20 سنة، وعلى المتهمين الآخرين بفترات أقصر، وأخلي سبيل 34 من أصل 365 متهماً.